# Spoorlijn Brezno – Jesenské
De spoorlijn Brezno – Jesenské (lijn 174) is een enkelsporige regionale lijn in Slowakije die Brezno en Jesenské met elkaar verbindt. Ze vormt een noord-zuidverbinding tussen de belangrijke centrale dwarslijn Banská Bystrica – Červená Skala (lijn 172) en de zuidelijke dwarslijn Zvolen – Košice (lijn 160) via Tisovec en Rimavská Sobota. Ze is oostelijk gelegen ten opzichte van Zvolen en westelijk ten opzicht van Rožňava.

## Geschiedenis
De ontwikkeling van de spoorweg omstreeks de jaren 1880 werd gekenmerkt door de toenmalige aanleg van verbindingen tussen Opper-Hongarije (sedert 1993: Slowakije) en het Hongaarse spoorwegnet.
Reeds op 5 september 1874 werd het meest zuidelijke gedeelte (± 53 km) van spoorlijn 174 in de Rimava-vallei in dienst genomen, tussen Jesenské en Tisovec. Dit traject maakte destijds deel uit van een geplande lijn die de ijzerfabriek van Horehron  met Gemer moest verbinden en aldus het transport van materialen moest vereenvoudigen en goedkoper maken.
Het meest noordelijke gedeelte (± 14 km) van de lijn werd later, op 15 december 1895,  in de Hron-vallei opengesteld tussen Brezno en Pohronská Polhora. Zodoende kwam er een verbinding tot stand tussen Pohronská Polhora en Banská Bystrica via Brezno.

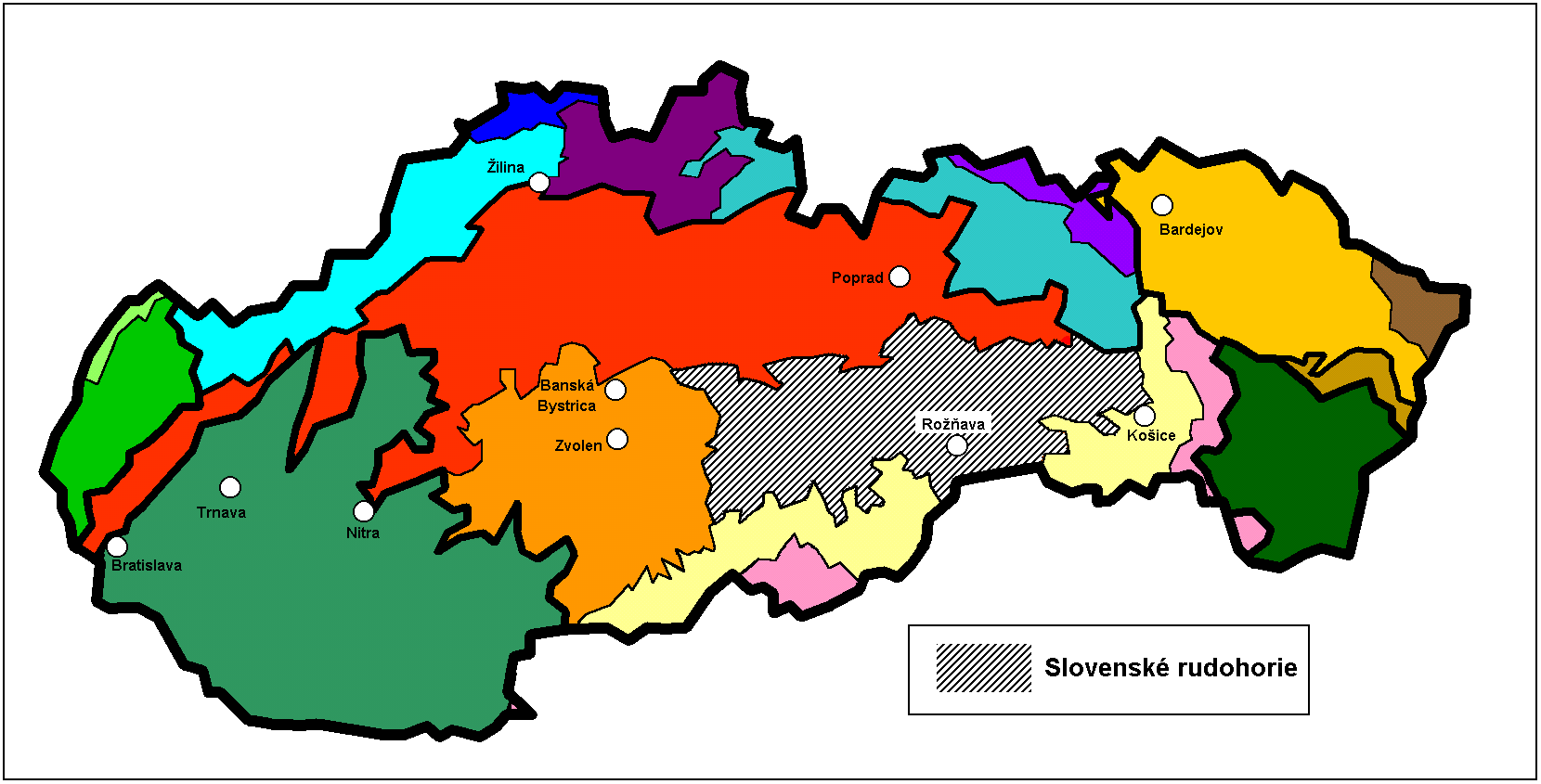
Het Slowaaks ertsgebergte (in grijze kleur)

Het centrale gedeelte, tussen Pohronská Polhora en Tisovec (± 16 km), was het sluitstuk van de route. Het moest een bergachtig landschap in het Slowaaks Ertsgebergte overwinnen en was op het gebied van constructiewerken meer veeleisend dan de andere secties. Dientengevolge was het als laatste voltooid. Het werd in dienst gesteld op 30 november 1896.
Het traject moest een hoogte van 725 meter boven de zeespiegel overwinnen en er waren hellingen tot 50 ‰. Bijgevolg dienden er veel grondwerken te gebeuren voor de bouw van taluds en sleuven. Bovendien was het destijds noodzakelijk om tussen de stations Pohronská Polhora, Zbojská, Tisovec-Bánovo en Tisovec een tandradspoorweg te bouwen, volgens het systeem: "System Abt".

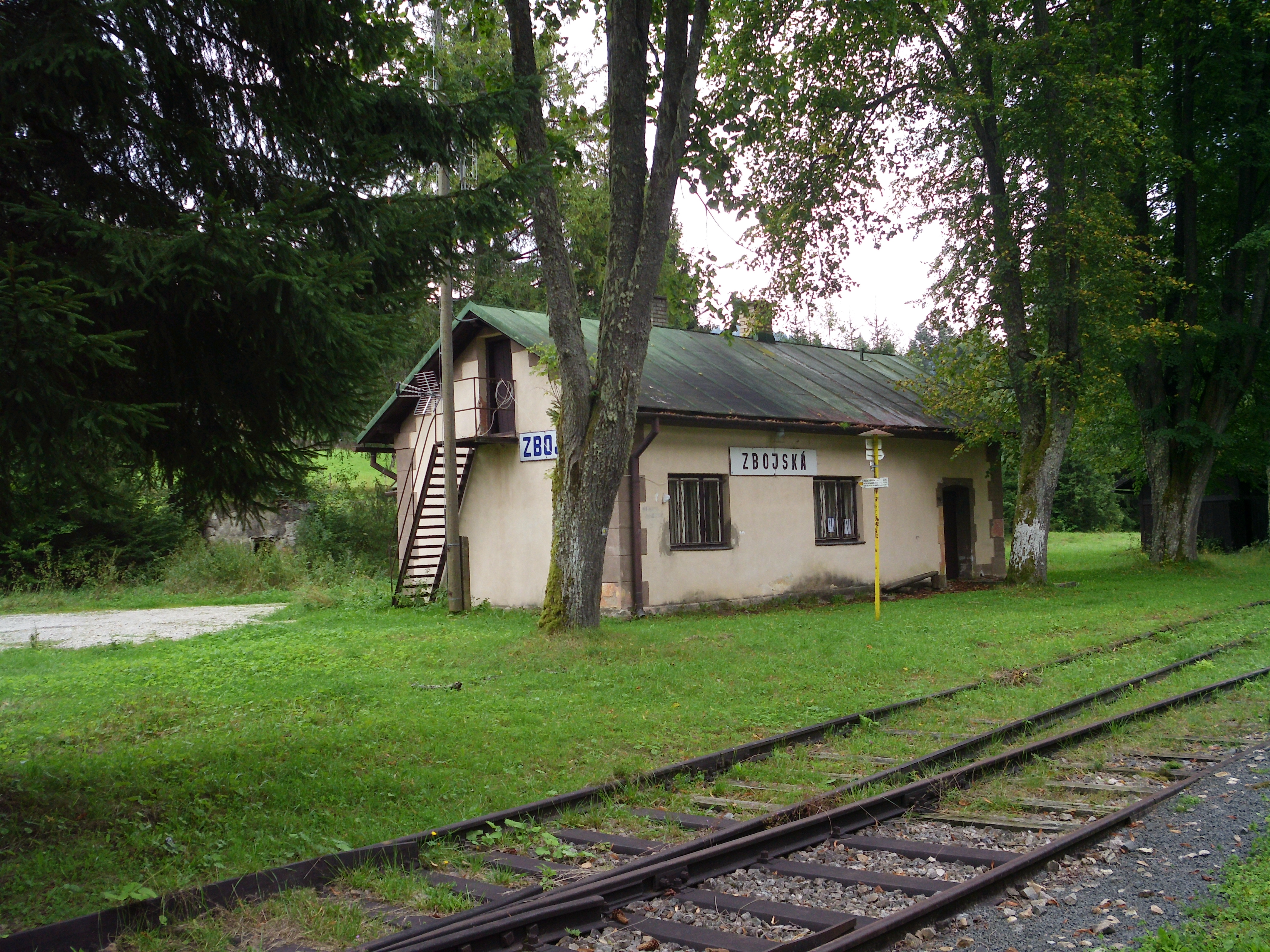
Station Zbojská op grote hoogte.

Vanaf het einde van de Eerste Wereldoorlog werd de lijn geëxploiteerd door de Tsjecho-Slowaakse Staatsspoorwegen (ČSD).
Na de ontbinding van Tsjecho-Slowakije in 1938-1939 als gevolg van de Eerste Weense Arbitrage, waren sommige spoorlijnen in het Slowaaks Ertsgebergte alleen toegankelijk vanaf het Hongaarse grondgebied. Daarom maakte Slowakije plannen voor een zogenaamde Gemer-verbindingsspoorweg die als doel had de hoger genoemde ontoegankelijke lijnen toegankelijk te maken via Slowaaks grondgebied. De werkzaamheden begonnen in 1943 maar werden in 1944 stopgezet naar aanleiding van de Slowaakse Nationale Opstand. Ze werden nadien nooit meer hernomen.
Het traject waar het tandradsysteem gebouwd was, werd in 2008 geklasseerd als Nationaal Cultureel Monument. De treinen rijden er anno 2024 door adhesie van de spoorvoertuigen met de rails, maar het tandradsysteem -alhoewel aanwezig- wordt niet meer toegepast, tenzij voor enkele toeristische ritten.
Op 6 juni 2023 vond een ongeval plaats tussen de haltes Kociha en Rimavské Zalužany. Trein Os 6730 van Jesenské naar Tisovec reed tegen een omgevallen boom waardoor het treinstel ontspoorde en kantelde.

## Indienststellingen

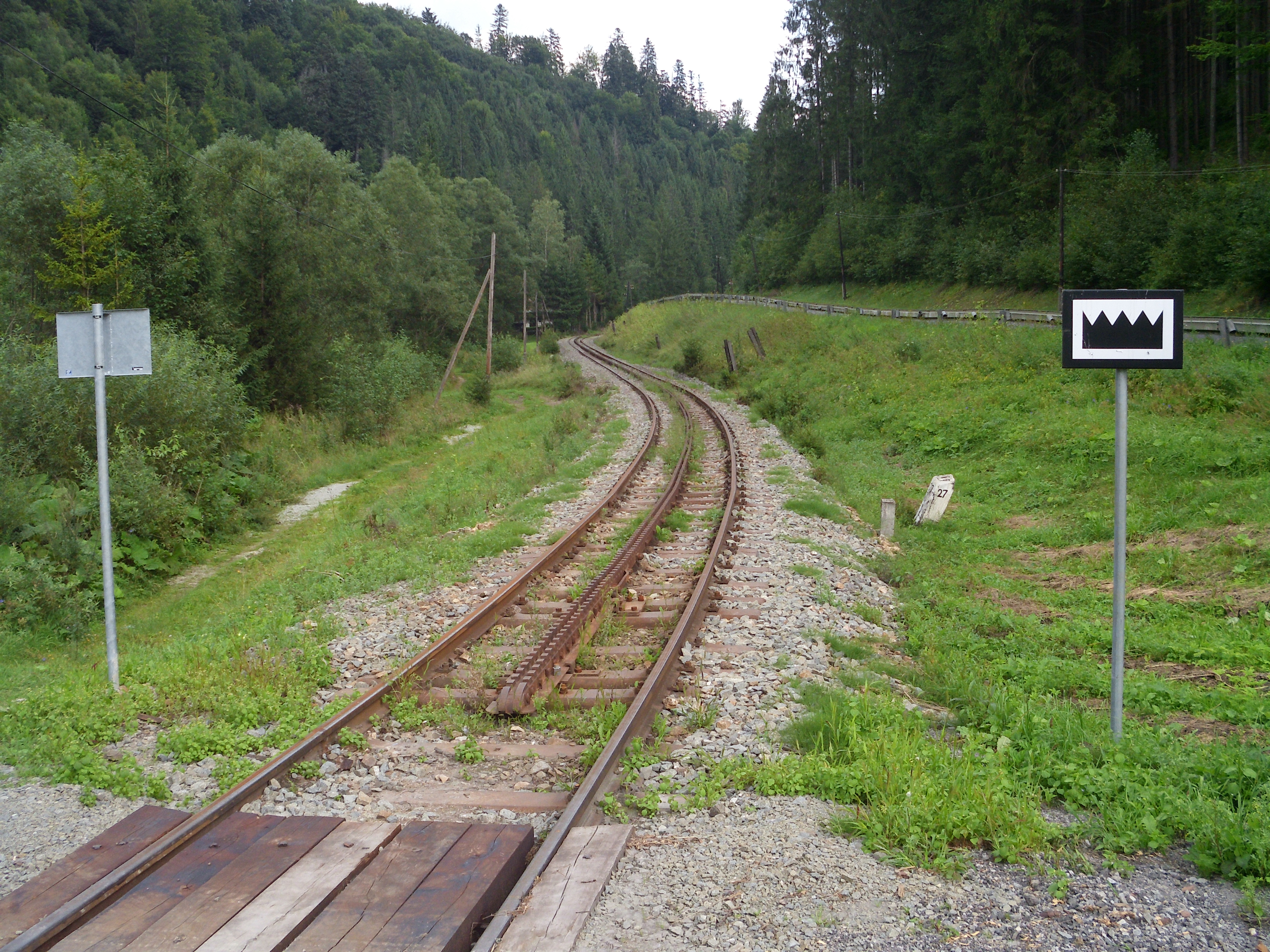
Begin van de tandradspoorlijn.

| Traject           | Indienststelling |
| ----------------- | ---------------- |
| Brezno            |                  |
| ± 14 km ↓         | 15 december 1895 |
| Pohronská Polhora |                  |
| ± 16 km ↓         | 30 november 1896 |
| Tisovec           |                  |
| ± 53 km ↓         | 5 september 1874 |
| Jesenské          |                  |

## Treindienst
Anno 2024 is er reizigersverkeer met stoptreinen (Os).

## Stations en haltes

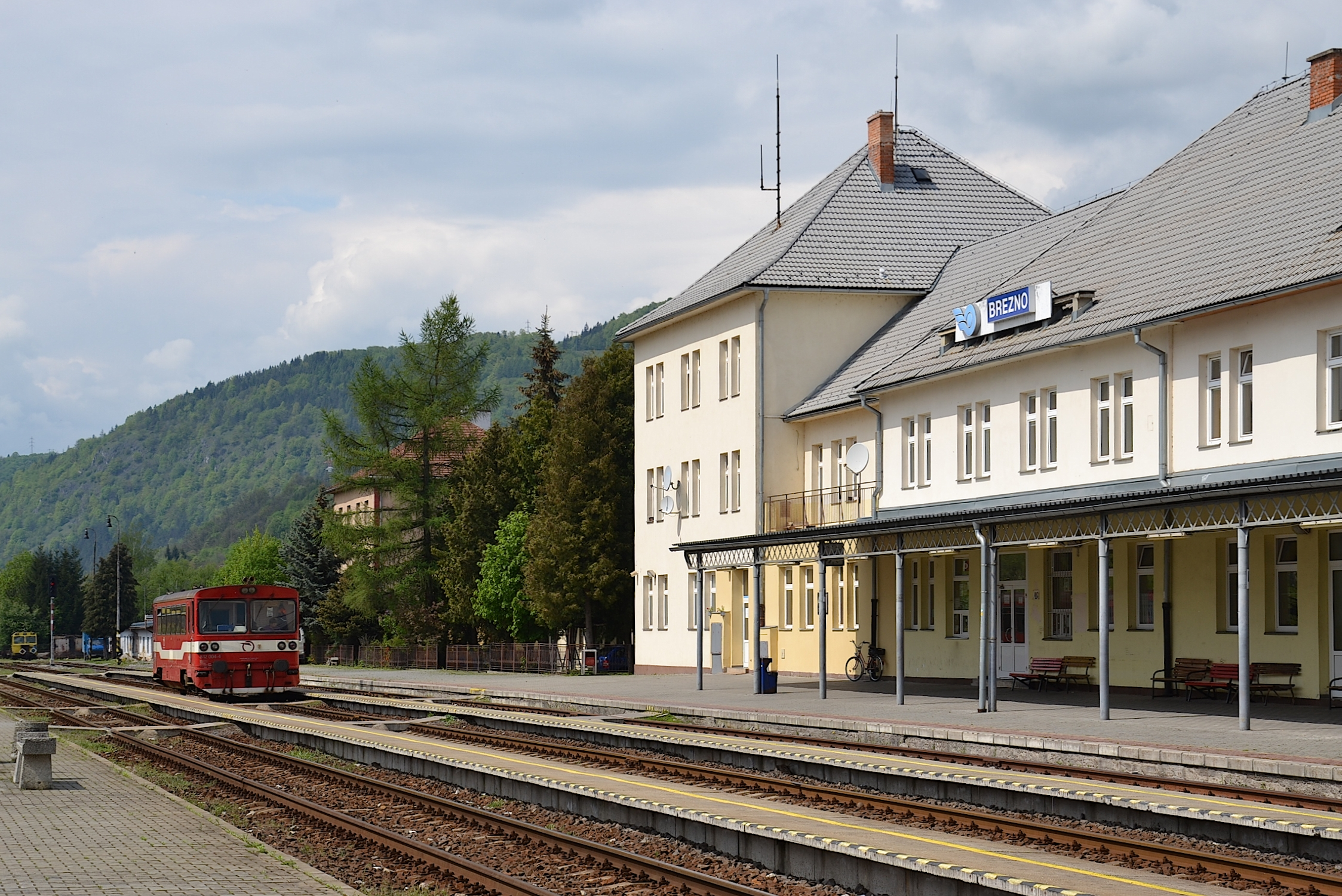
Station Brezno.

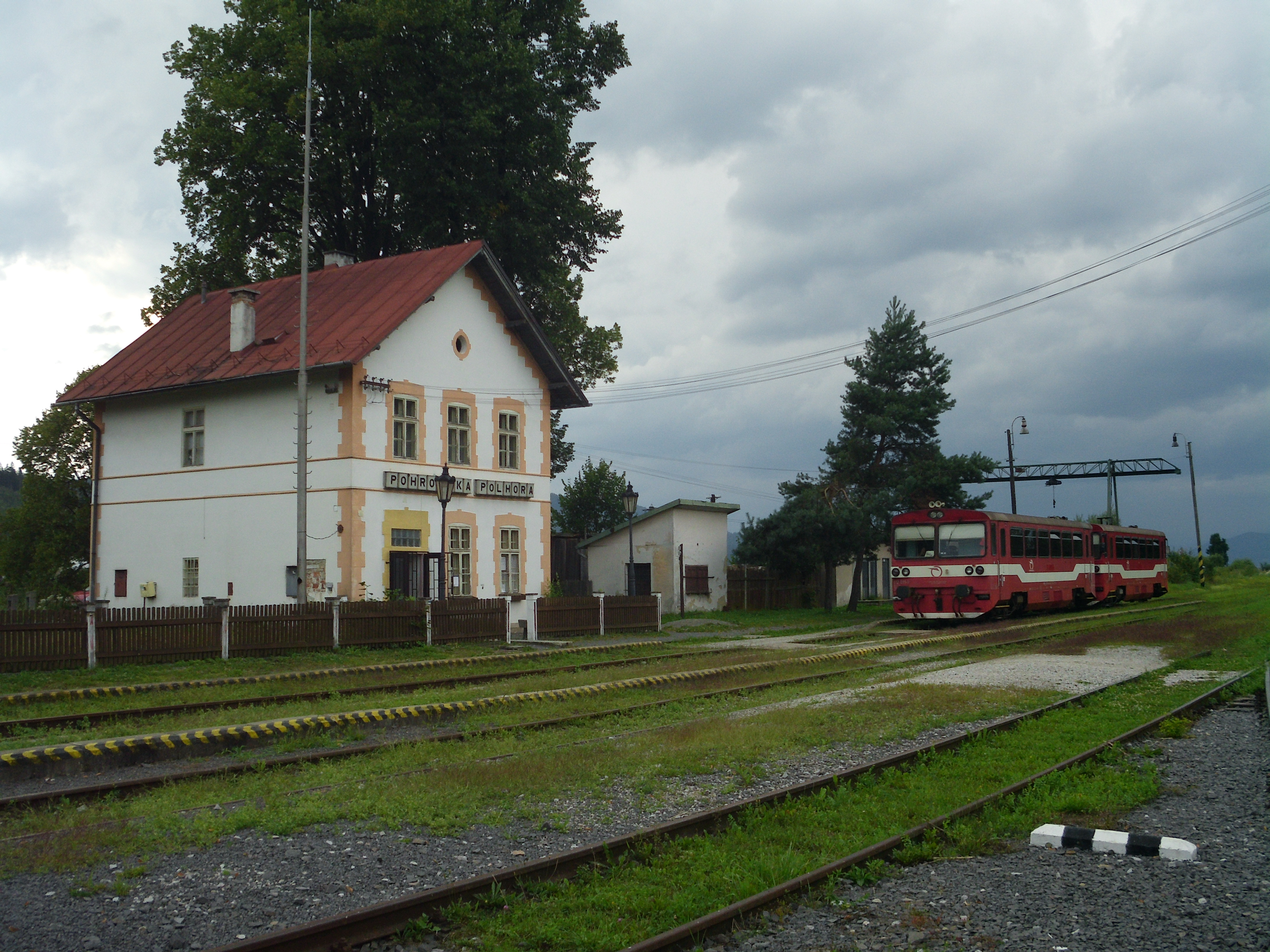
Station Pohronská Polhora.

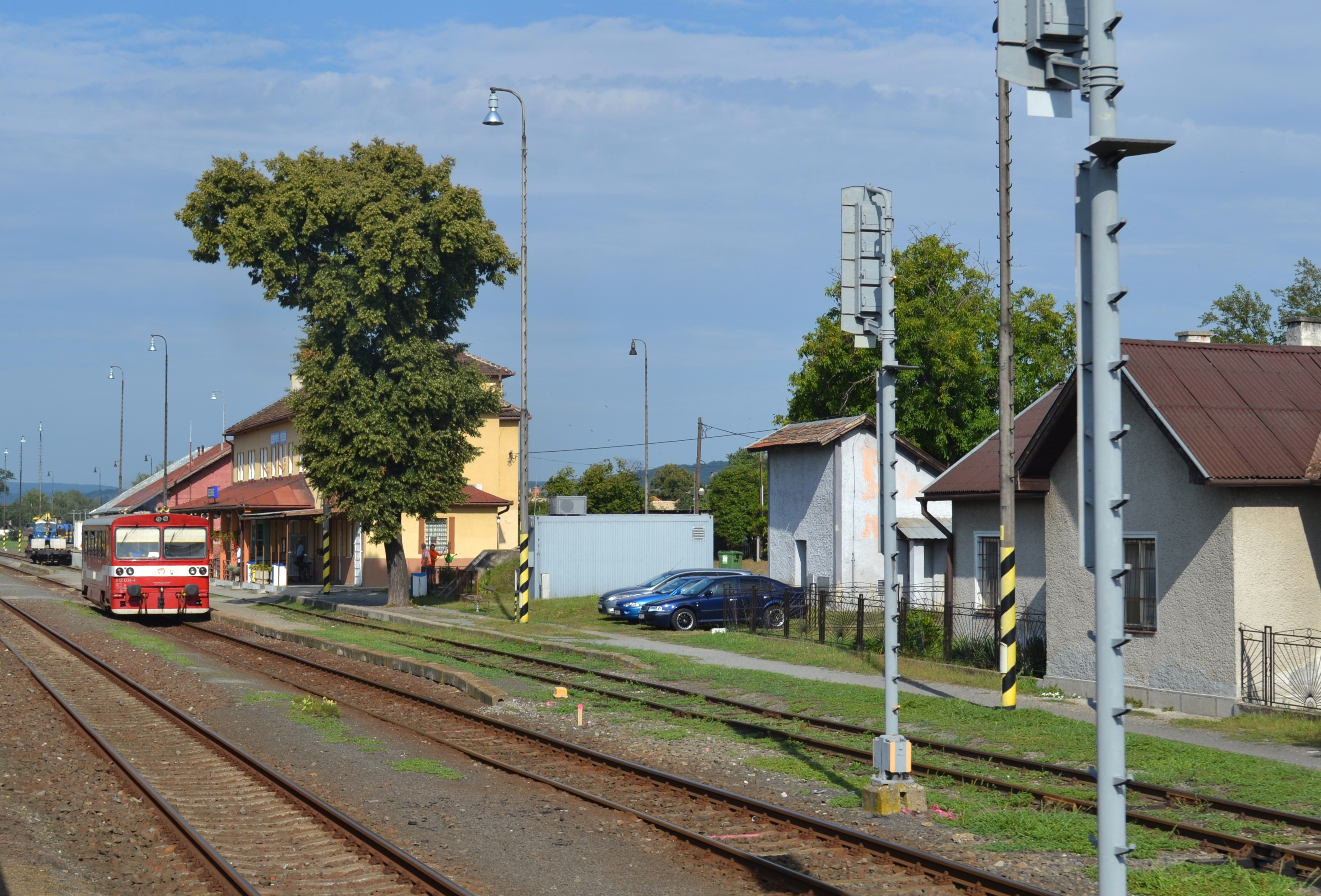
Station Jesenské.

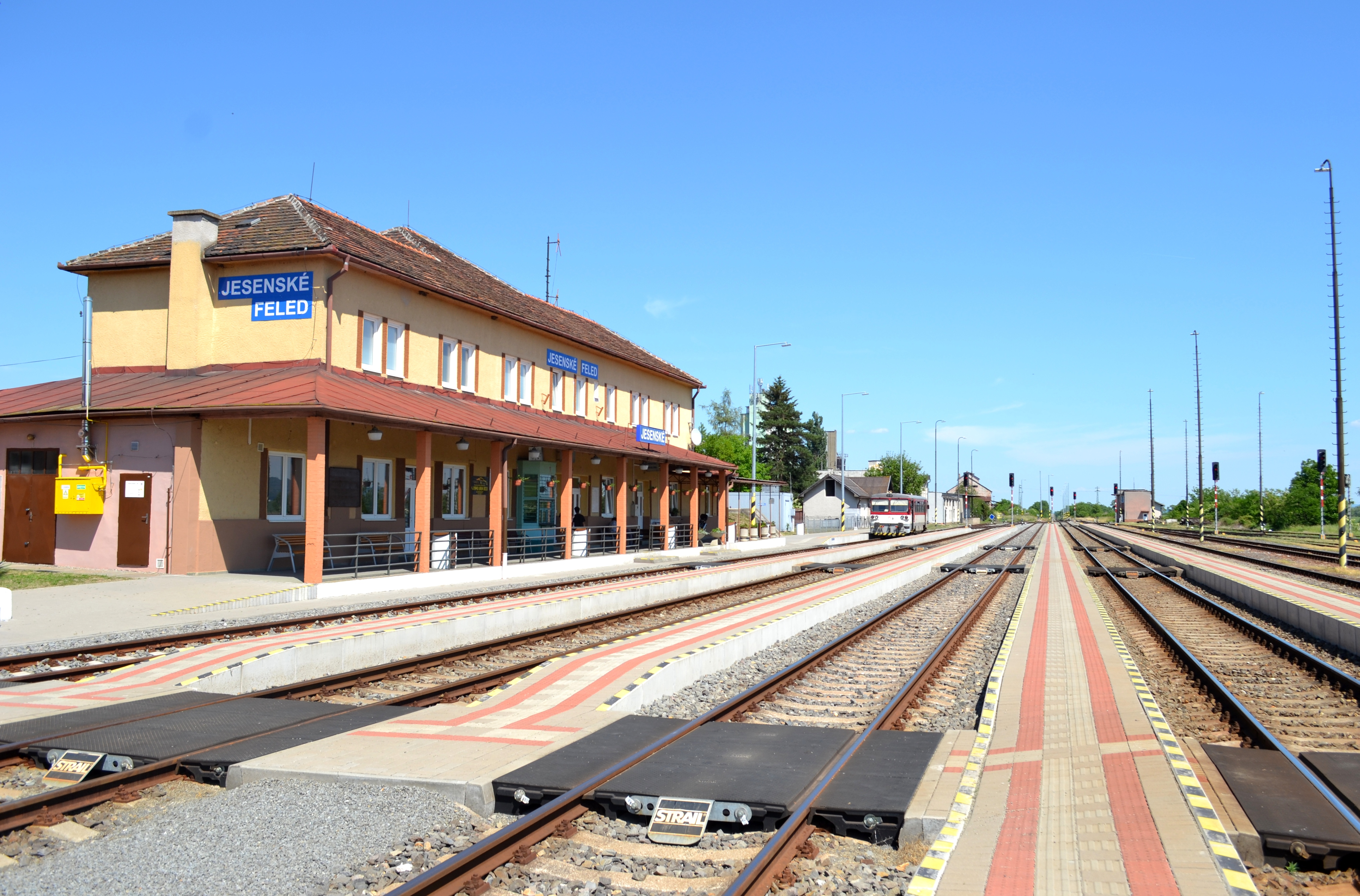
Station Jesenské.

| Afstands- punt | Station (s)/ halte           | Opmerkingen                                                                      |
| -------------- | ---------------------------- | -------------------------------------------------------------------------------- |
| 8,473          | Brezno (s)                   | vertakking naar lijn 172, richting Banska Bystrica                               |
| 10,238         | Brezno mesto ("stad")        |                                                                                  |
| 12,990         | Brezno-Halny                 | vertakking naar lijn 172, richting Červená Skala                                 |
|                |                              | onderbrugging voor de rivier: Rohozná                                            |
| 17,345         | Brezno-Rohozná               |                                                                                  |
| 21,730         | Michalová zastávka ("halte") |                                                                                  |
| 23,600         | Michalová                    |                                                                                  |
| 25,132         | Pohronská Polhora (s)        |                                                                                  |
| 29,336         | Zbojská                      |                                                                                  |
| 30,41          |                              | Čertov viaduct (105 m)                                                           |
| 31,75          |                              | brug: Pod Dielom (175 m)                                                         |
| 33,33          |                              | brug: Bánovo                                                                     |
| 34,024         | Tisovec-Bánovo               |                                                                                  |
| 37,04          |                              | brug: Teplica II                                                                 |
| 37,94          |                              | brug: Teplica I                                                                  |
| 40,45          |                              | tunnel Tisovecký (770 m)                                                         |
| 41,180 49,45   | Tisovec (s)                  | afstandspunt                                                                     |
| 48,00          |                              | brug Tisovec                                                                     |
| 47,92          | Tisovec mesto ("stad")       |                                                                                  |
| 44,39          | Rimavská Píla                |                                                                                  |
| 40,38          | Hačava-Skálie                |                                                                                  |
| 38,83          | Hnúšťa zastávka ("halte")    |                                                                                  |
| 35,73          | Hnúšťa (s)                   |                                                                                  |
| 33,87          | Likier                       |                                                                                  |
| 31,37          | Rimavské Brezovo             |                                                                                  |
| 27,56          | Rimavská Baňa (s)            |                                                                                  |
| 26,39          | Rimavské Zalužany            |                                                                                  |
| 26,08          |                              | onderbrugging Rimavské Zalužany                                                  |
| 24,30          | Kociha                       |                                                                                  |
| 21,93          | Hrachovo                     |                                                                                  |
| 20,51          | Nižný Skálnik                |                                                                                  |
| 18,70          | Veľké Teriakovce             |                                                                                  |
| 15,61          | Čerenčany                    |                                                                                  |
| 11,39          | Rimavská Sobota (s)          | aansluiting naar Poltár (spoorlijn 175: Rimavská Sobota – Poltár, buiten dienst) |
| 7,20           | Rimavské Janovce             |                                                                                  |
|                |                              | rivier: Rimava - onderbrugging                                                   |
| 5,41           | Rimavské Janovce obec        |                                                                                  |
| 1,53           | Jesenské zastávka            | vertakking naar lijn 160, Zvolen – Košice                                        |
| 0,00           | Jesenské (s)                 | vertakking naar lijn 160, Zvolen – Košice                                        |